# 卡塞勒
卡塞勒（法語：Cassel，發音：[kasɛl]），法国北部城市，上法兰西大区北部省的一个市镇，隶属于敦刻尔克区，其市镇面积为12.65平方公里，2022年1月1日时人口数量为2,212人，在法国市镇中排名第4,982位（2022年）。
卡塞勒位于北部省北部，佛兰德平原的一处小丘顶端，是一个区域性的中心城市，多条公路在此交汇。卡塞勒因其特有的北方山地景观而闻名，曾于2018年被评选为“法国人最喜欢的村镇”。

## 地名来源
“Cassel”一名转写自拉丁语“castellum”，意为“坚固的地方”，该名称亦可能于140年以“Kastellon”的形式被记载，意为“被加固的村落”。
卡塞尔所处区域历史上曾通行法兰西弗拉芒语，“Cassel”对应的弗拉芒及荷兰语拼写形式为“Kassel”。

## 历史

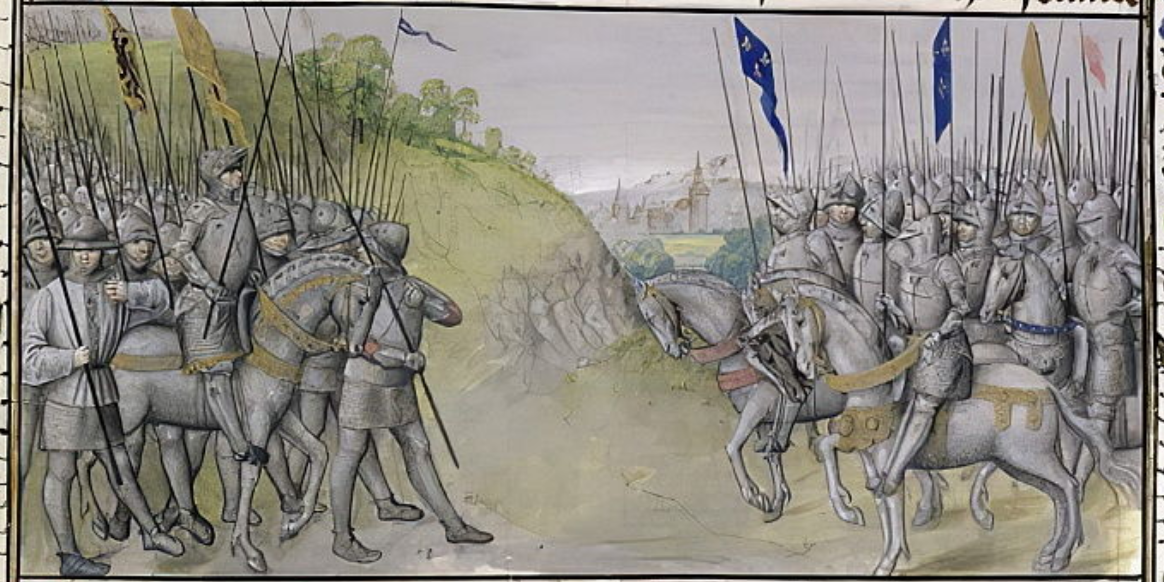
1328年卡塞勒战役（绘画）

卡塞勒的早期历史尚不清楚，古典时期曾有多条罗马道路在卡塞勒交汇，卡塞勒由此成为一个区域性的商业中心。中世纪中后期，卡塞勒地区发生多场斗争，其中法兰西国王腓力一世曾因与罗贝尔一世争夺爵位而于1071年发动战役但未能成功。1328年，法兰西王国军队为讨伐佛兰德叛军而展开卡塞勒战役，叛军头目尼古拉斯·赞内金在械斗中阵亡，法军取得决定性胜利。法荷战争期间，法军与西荷联军于1677年4月11日发生卡塞勒战役并获得成功。法国大革命后，卡塞勒成为北部省的一个市镇，并自1793年起成为该省的一个县治。此外市镇Quaedstrate于1790至1794年间并入卡塞勒。自十九世纪中后期以来，卡塞勒人口数量逐年下降。1900至1934年间，卡塞勒曾有有轨电车系统。2014年，卡塞勒县被撤销。2018年6月19日，卡塞勒被评选为“法国人最喜欢的村镇”。

## 地理

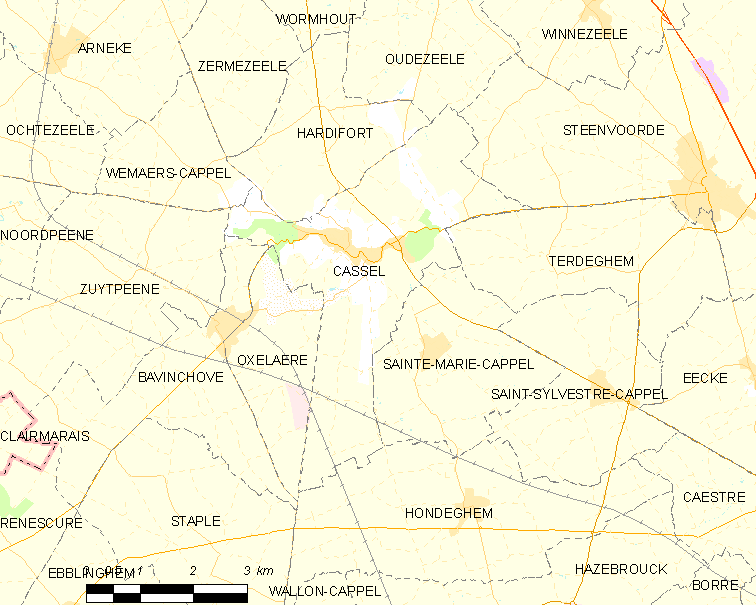
卡塞勒市镇范围地图

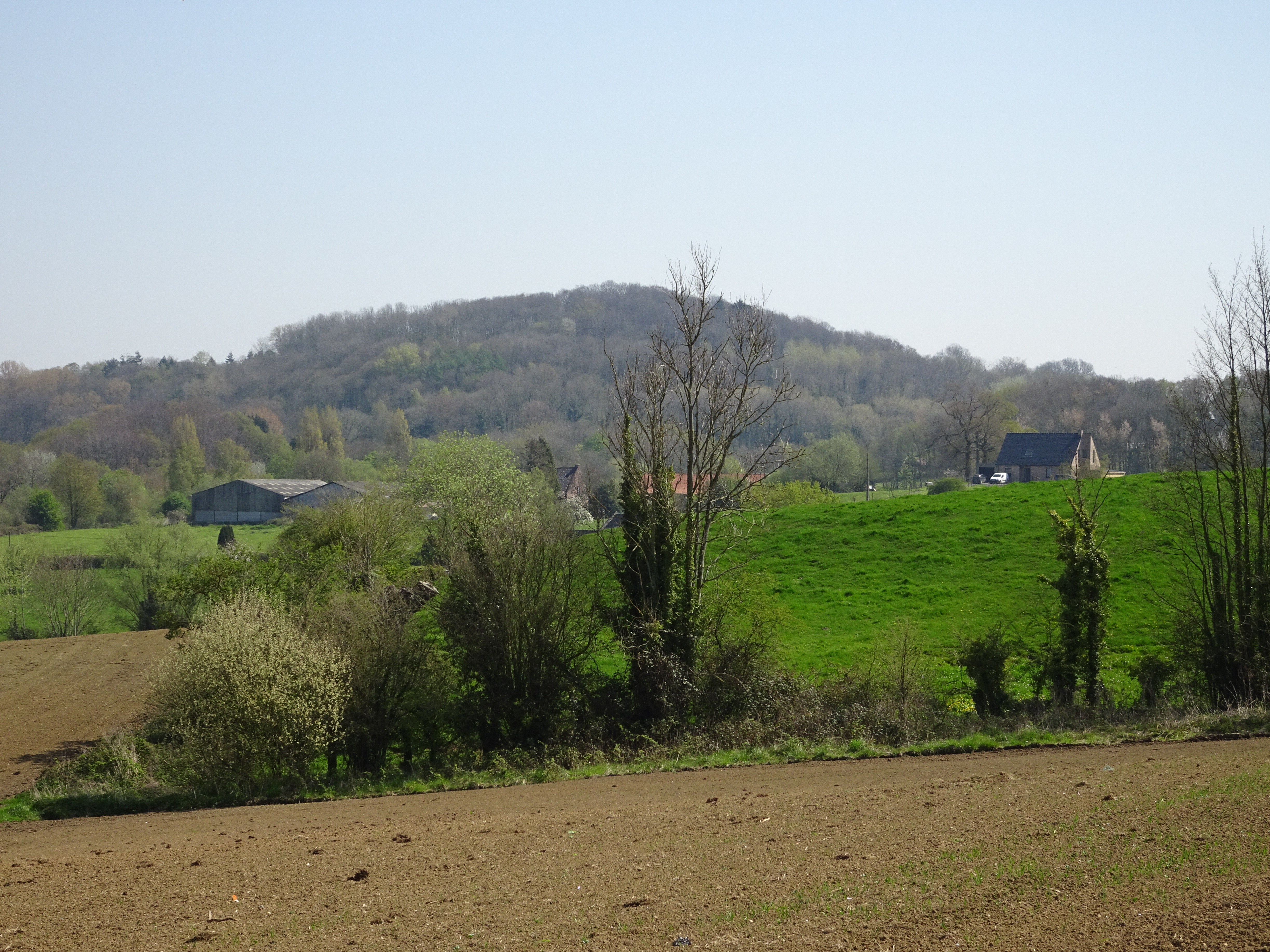
卡塞勒附近的山地景观

卡塞勒位于法国北部，上法兰西大区北部和北部省北部，距离省会里尔大约49公里。与卡塞勒接壤的市镇包括：巴万科沃、阿尔迪福尔、翁德盖姆、奥克瑟拉尔、圣玛丽卡佩勒、斯滕福德、泰尔德盖姆、韦马尔卡佩勒和聚伊佩讷。

### 地形
卡塞勒位于佛兰德平原腹地的一处高地之上，境内以丘陵和浅丘为主，市镇中心位于卡塞勒山（Mont Cassel）的顶部，城镇核心顺着山势呈东南-西北走向，此外市区东侧还有一座名叫“Mont des Récollets”的小山头，全境海拔在32到176米之间。

### 水文
卡塞勒位于艾泽尔河流域范围内，Look Becque和Land Becque两条溪流均发源于卡塞勒，分别向南和向北流出市境。

### 植被
卡塞勒属于温带阔叶混交林区，林地多分布于河流附近及坡地地带。
在鲜花城市的评比中，卡塞勒暂未被评级。

### 自然灾害
卡塞勒的地震危险度等级为2级，属于低危险；氡辐射等级为1级，属于低危险。1982至2025年1月间，卡塞勒境内共发生15次有记录的自然灾害，其中4次洪涝，8次干旱。

### 气候
卡塞勒在柯本气候分类法中属于温带海洋性气候（Cfb）。

## 行政区划
卡塞勒的市镇编号为59135，邮政编号为59670。
在行政管理方面，卡塞勒隶属于法国上法兰西大区北部省敦刻尔克区；在地方选举方面，卡塞勒隶属于巴约勒县，其市镇范围全境被划入北部省第十五选区；在社会管理方面，卡塞勒是佛兰德之心城市圈公共社区的组成部分。
截至2025年4月，卡塞勒市镇范围内暂无任何安全优先街区及城市政策优先街区。
法国国家统计与经济研究所（简称“INSEE”）在进行数据统计时，未将卡塞勒划入任何城市核心区（Unité urbaine）及城市辐射区（Aire d'attraction）。此外，INSEE将卡塞勒市镇整体看作一个“块区”（IRIS），以便于统计人口分布情况。

## 交通

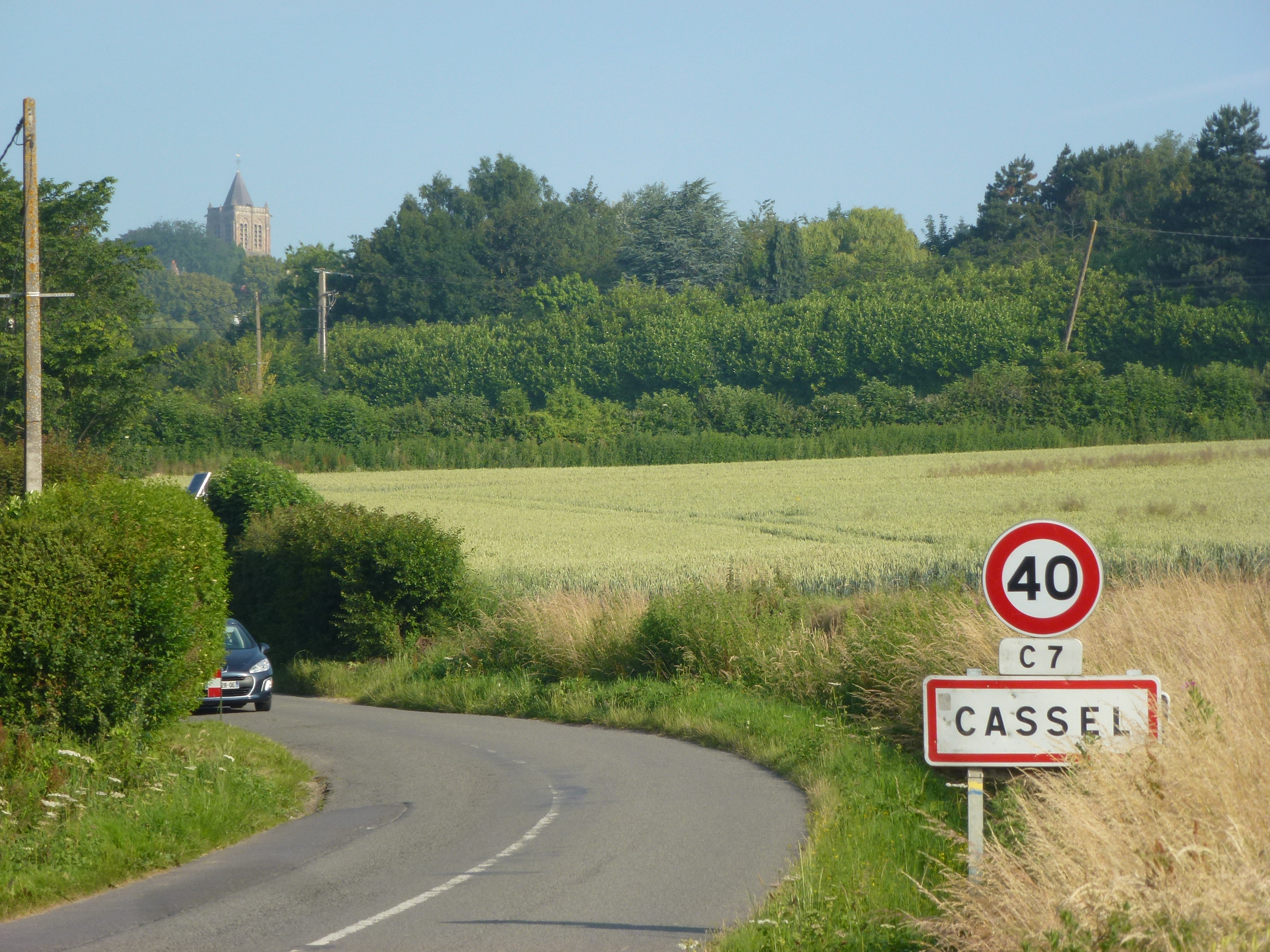
连接卡塞勒的一条公路

### 公路
北部省省道D11线、D52线、D218线、D916线、D933线和D948线在卡塞勒境内交汇。上法兰西大区下属的北部省城际客运一区（Arc-en-Ciel 1）905线和927线经停卡塞勒，可通往敦刻尔克、阿兹布鲁克等地。
| 13 | 10 |

| 里尔 | 52 |

| 巴約勒 | 20 |

| 阿兹布鲁克 | 11 |

2021年，75.3%的卡塞勒家庭拥有至少一辆私人汽车。2023年，卡塞勒境内共发生各类交通事故5起，造成2人遇难，3人受伤，其中2人重伤。

### 铁路
卡塞勒站位于距离卡塞勒市区西南3公里外的巴万科沃境内，该站停靠往返于里尔和敦刻尔克一线的区域列车，部分班次可通往阿拉斯。

### 航空
卡塞勒距离里尔机场的高速公路里程大约56公里。

### 城市公共交通
截至2025年4月，卡塞勒暂无城市公共交通系统。

## 政治

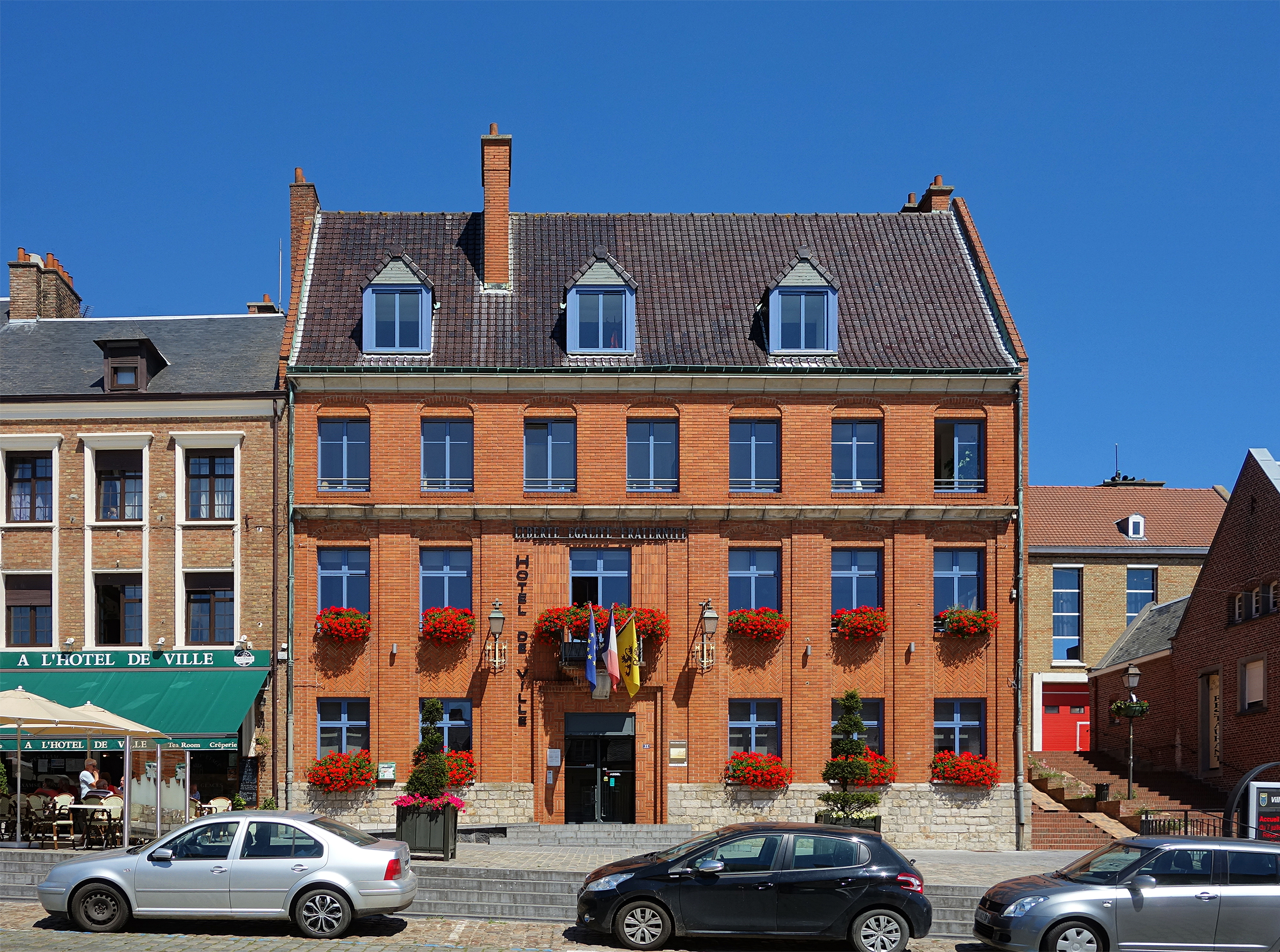
卡塞勒市政厅

卡塞勒的现任市长为多米尼克·若利先生（Dominique JOLY），他是一名中间派，在2020年的市政选举中获得了61.1%的支持率。
在2022年的法国总统大选的第二轮选举中，法国第25任总统埃马纽埃尔·马克龙在卡塞勒获得了56.67%的支持率。

## 人口
2022年，卡塞勒市镇人口数量为2,212，在法国排名第4,982位。其中男性1,130人，女性1,097人，75岁及以上人口占9.6%，外籍人口数量为76人，人口密度为175人/平方公里，当地居民被称为（男性）或（女性）。2015至2021年间，卡塞勒的人口增长率为–0.6%。2022年，卡塞勒境内出生18人，死亡人口41人。
| 卡塞勒1901年－2022年人口变化情况 |
|                                  |
| 数据来源：Cassini、INSEE         |

## 经济
卡塞勒是一个区域性的中心城市。INSEE于2020年将卡塞勒划入敦刻尔克就业区（Zone d'emploi de Dunkerque），并又于2022年将其划入斯滕福德生活区（Bassin de vie de Steenvoorde）。截至2025年1月，卡塞勒市镇范围内共有各类用人单位（包含自雇）479家，比上一年同期新增4家；（工程研究）及（通讯网络）是当地2022年已公布营业额最高的两个企业，分别为40,070,489欧元和2,357,215欧元。

## 财政与居民收入
2023年，卡塞勒的财政收入总额为2,204,720欧元，财政支出总额为1,912,460欧元，当年的债务总额为925,480欧元。2023年，卡塞勒市镇通过增值税获得101,110欧元的收入，此外当地还共获得了742,430欧元的国家直接财政补助。
| 卡塞勒居民收入情况                               | 卡塞勒居民收入情况  | 卡塞勒居民收入情况  | 卡塞勒居民收入情况  |
| 内容                                             | 卡塞勒              |                     | 法國                |
| ------------------------------------------------ | ------------------- | ------------------- | ------------------- |
| 居民平均时薪                                     | 16.9欧元（2022年）  | 15.9欧元（2022年）  | 17欧元（2022年）    |
| 高级职员人均时薪                                 | 29.8欧元（2022年）  | 26.1欧元（2022年）  | 29.1欧元（2022年）  |
| 中级职员人均时薪                                 | 17.6欧元（2022年）  | 16欧元（2022年）    | 16.6欧元（2022年）  |
| 普通职员人均时薪                                 | 11.6欧元（2022年）  | 11.7欧元（2022年）  | 12.1欧元（2022年）  |
| 工人人均时薪                                     | 12.3欧元（2022年）  | 12.2欧元（2022年）  | 12.5欧元（2022年）  |
| 贫困率                                           | 12%（2021年）       | 19.5%（2021年）     | 14.5%（2021年）     |
| 青壮年（15至64岁）失业率                         | 11.0%（2021年）     | 15.5%（2021年）     | 10.4%（2021年）     |
| 家庭总数                                         | 941（2022年）       | 1,650（2022年）     | 1,160（2022年）     |
| 征税家庭数量占比                                 | 43.5%（2023年）     | 47.7%（2022年）     | 44.8%（2022年）     |
| 家庭年均纳税                                     | 5,126欧元（2023年） | 3,156欧元（2022年） | 4,481欧元（2022年） |
| 资料来源：INSEE、L'Internaute、Le Journal du Net |                     |                     |                     |

## 社会事务

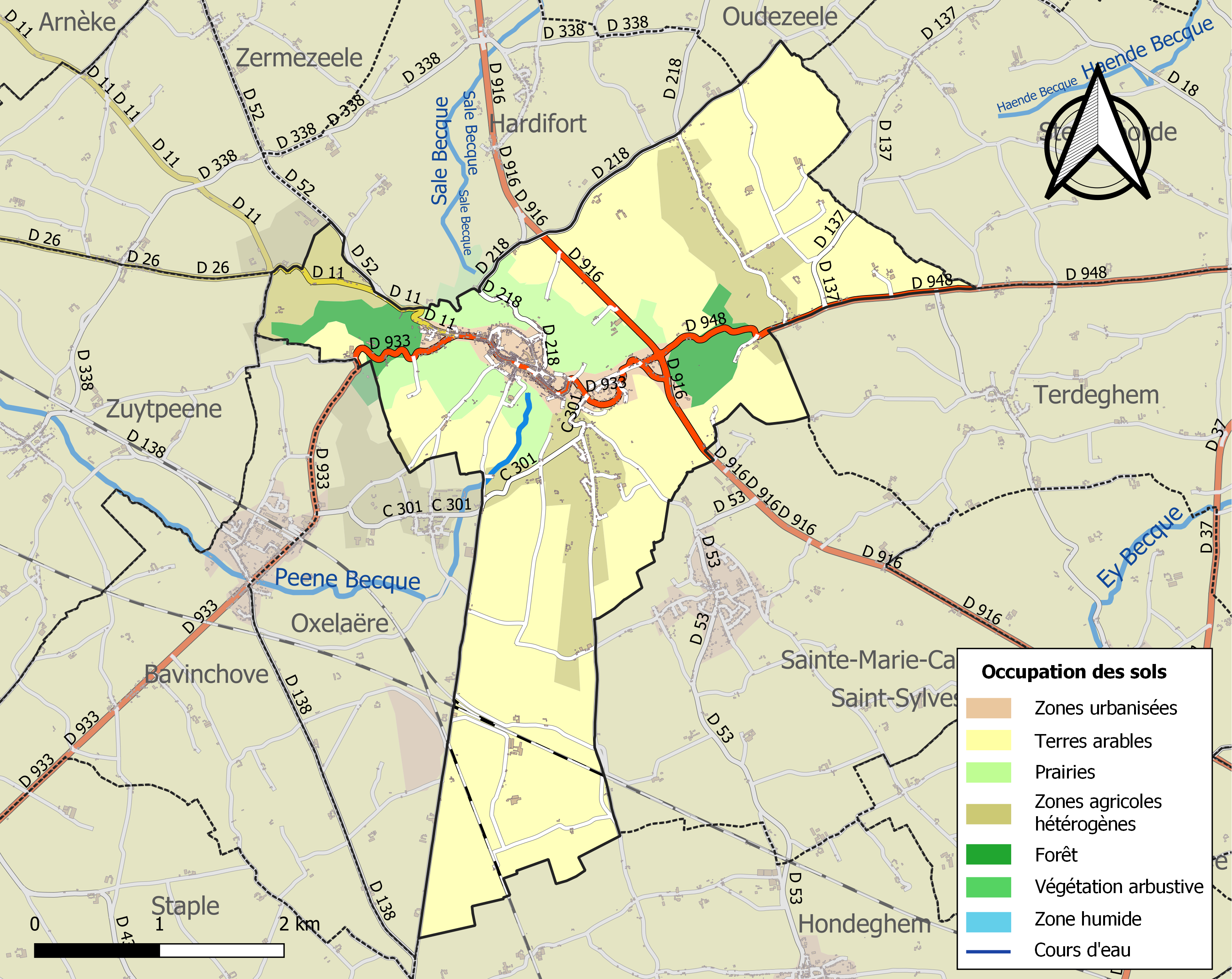
卡塞勒土地利用情况地图

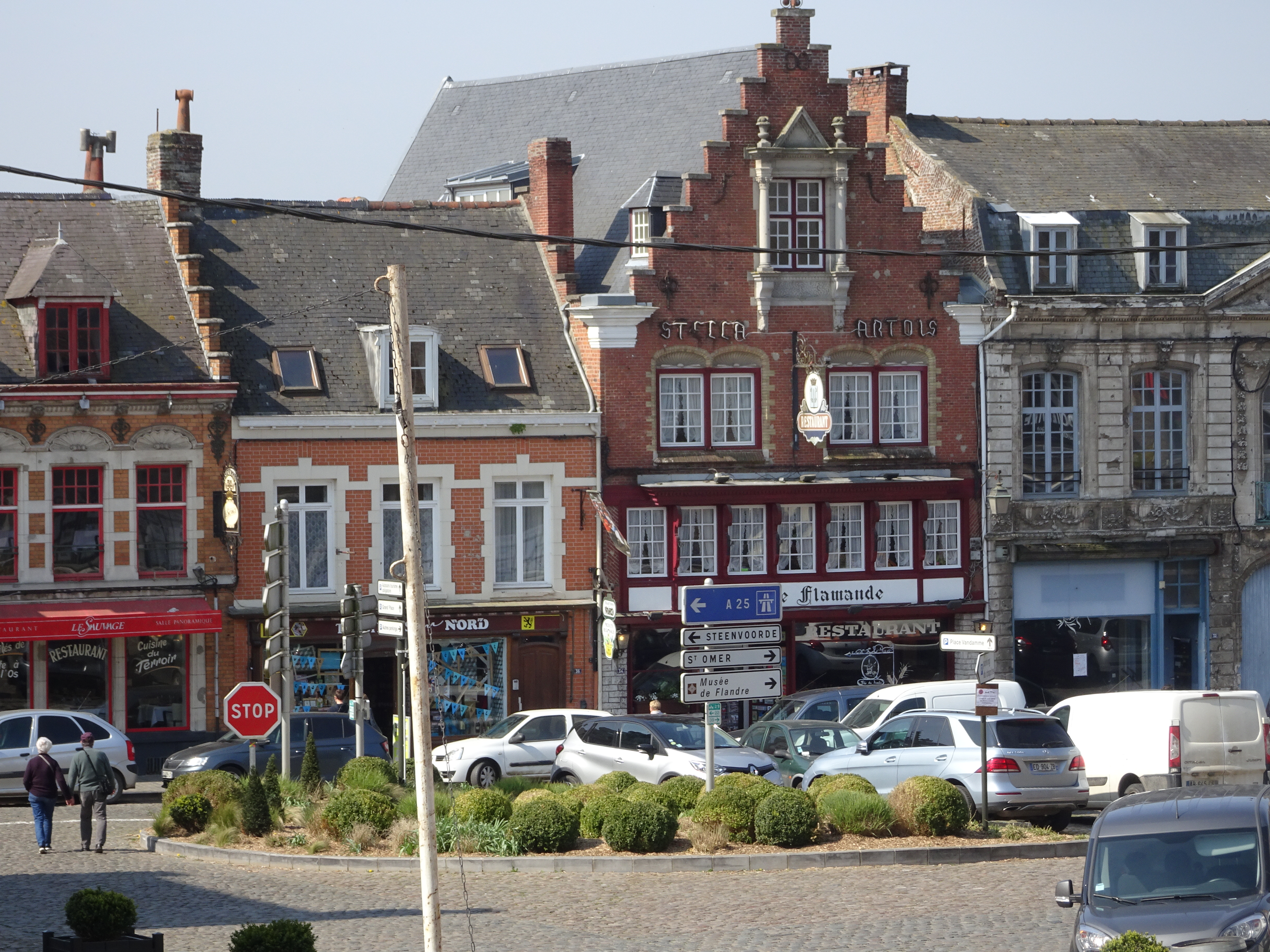
卡塞勒镇中心的大广场

### 教育
卡塞勒属于里尔学区。截至2023年1月1日，卡塞勒境内共有2所小学和1所初级中学。2022至2023学年度，卡塞勒境内共有在校中等教育阶段学生505名。

### 医疗
截至2023年1月1日，卡塞勒境内共有全科医生4名、保健师2名、牙医2名、护士1名、药房1家、养老院1家。
距离卡塞勒最近的区域性医疗机构为阿兹布鲁克中心医院（Centre Hospitalier de Cassel），其主病区医院位于阿兹布鲁克，距离卡塞勒市区的正常车程大约14分钟，该院设有床位284个。

### 住房
2021年，卡塞勒境内共有各类住房1,113套，其中82.6%为独立式住宅，17.1%为集中式住宅。常住房屋占卡塞勒市镇范围内居民建筑总量的84.9%。2023年，卡塞勒的居住税率为14.67%，不动产税率为34.22%（其中空置土地的不动产税率为53.23%）。
在住房保障政策方面，2023年，卡塞勒境内共有365户家庭获得了家庭津贴补助，受益人数占总人口数量的16.5%，其中135份为房租补助。

### 商业
2021年，卡塞勒境内共有各类实体商铺47家，其中餐厅13家、大型超市1家、杂货店1家、面包房3家、银行门店5家、美容美发店4家。卡塞勒镇中心建有一家家乐福便民超市。

### 体育
2023年，卡塞勒境内共有2间体育馆、1座综合体育场以及1处足球或橄榄球场。
截至2025年4月，卡塞勒山地体育会（USM Cassel，编号522351）是卡塞勒境内唯一的一家注册足球俱乐部。此外卡塞勒地区体育会（编号582585，注册地位于阿尔内克）是当地的代表性足球队，成立于2018年，其主队2024至2025赛季参加法国全国丙组联赛（法国第五级别），其位于卡塞勒境内的主场为市政球场（Stade Municipal）。

### 环境
卡塞勒的环境事务由其所属的佛兰德之心城市圈公共社区联合各级政府协调负责。2021年，卡塞勒境内暂无污染企业。

### 治安
2021年，卡塞勒市镇范围内共有1处宪兵队。
2023年，卡塞勒市镇范围内累计记录各类案件46起，其中盗窃类案件11起，人身侵犯类案件10起，毒品交易类案件5起。

## 文化

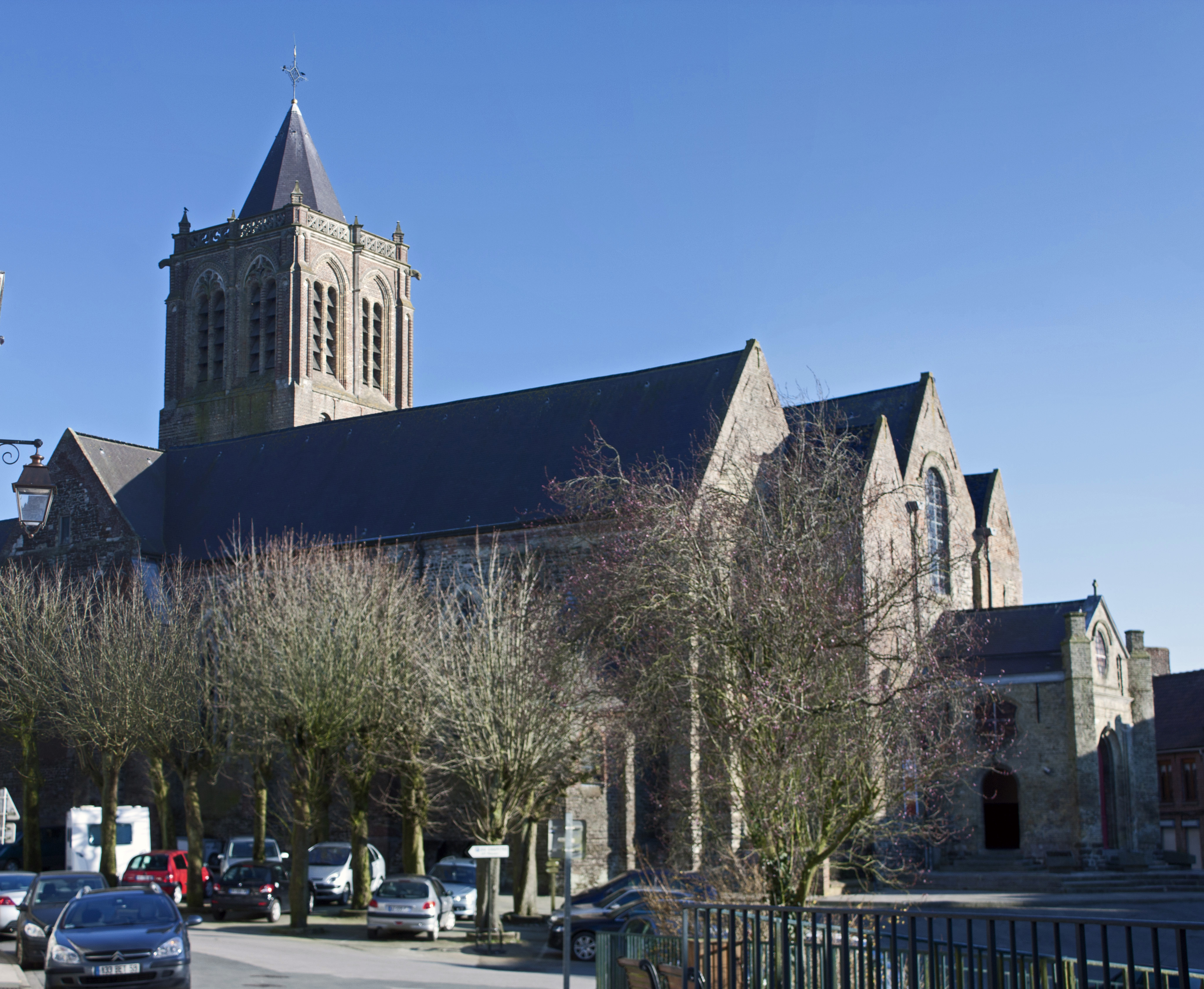
圣母大教堂

2023年，卡塞勒境内有1家博物馆。卡塞勒境内建有多媒体中心（Médiathèque），每周二至六向公众开放。

### 建筑
截至2025年4月，卡塞勒境内共有10处建筑被列入法国国家文物保护单位，包括地下圣堂圣母大教堂、埃滕达尔磨坊等。

### 旅游
卡塞勒的旅游事务由其所属的佛兰德之心城市圈公共社区联合各级政府协调负责。2024年，卡塞勒境内共有2家酒店共计21间房间。

### 媒体
法国主要的媒体均可在卡塞勒接收，法国电视三台下属的上法兰西大区频道在部分时段播出卡塞勒所在北部省的地方新闻。《北部之声》、Ici北部、Wéo北部-加来海峡等是当地主要的地方性媒体。

## 相关人物
法兰西王国将军多米尼克·勒内·旺达姆出生于卡塞勒。

## 友好城市
截至2025年4月，卡塞勒暂未建立任何友好城市关系。